# Éric Abidal
Eric Abidal (* 11. září 1979, Lyon) je bývalý francouzský fotbalista a reprezentant. Nastupoval jako levý či střední obránce.
Kariéru ukončil v prosinci 2014 v Olympiakosu Pireus.
Ve své kariéře hrál hlavně za Olympique Lyon a Barcelonu, vyhrál celkem 22 titulů, včetně dvou trofejí Ligy mistrů.
Abidal reprezentoval Francii na dvou šampionátech – obsadil druhé místo na Mistrovství světa ve fotbale 2006 v Německu a zúčastnil se závěrečného turnaje Mistrovství Evropy ve fotbale 2008 (EURO 2008) v Rakousku a Švýcarsku.

## Klubová kariéra
Svoji kariéru zahájil Éric Abidal ve špičkovém francouzském klubu Paris Saint-Germain FC. Pak přešel do AS Monaco, do Lille OSC a poté do Olympique Lyonnais. V letním přestupním termínu 2007–2008 ho do svého dresu získala španělská FC Barcelona za 15 milionů eur.
V roce 2011 musel podstoupit nutnou operaci nádoru na játrech. Operace se zdařila a Abidal už po půl roce mohl nastoupit do finále Ligy mistrů, kde mu symbolicky kapitán Carles Puyol předal pásku, aby Abidal byl prvním, kdo zvedl pohár nad hlavu. Začátkem roku 2012 se ale u něj opět objevily komplikace a musel mu být voperován nový kus jater, který mu daroval jeho bratranec. Dne 6. dubna 2013 se Abidal vrátil na fotbalový trávník v Barceloně. Nastoupil v 70. minutě do zápasu proti RCD Mallorca.
Dne 29. května 2013 na tiskové konferenci oznámil, že mu klub neprodlouží smlouvu a že tedy v Barceloně končí. Staronové angažmá našel v AS Monaco. V červenci 2014 odešel do řeckého klubu Olympiakos Pireus.
V prosinci 2014 oznámil ve věku 35 let ukončení profesionální kariéry. V roce 2018 se stal sportovním ředitelem FC Barcelona.

## Statistiky
Aktualizováno 26. února 2012
| Klub             | Sezóna           | Liga   | Liga | Pohár  | Pohár | Evropa | Evropa | Celkem | Celkem |
| Klub             | Sezóna           | Starty | Góly | Starty | Góly  | Starty | Góly   | Starty | Góly   |
| ---------------- | ---------------- | ------ | ---- | ------ | ----- | ------ | ------ | ------ | ------ |
| Monaco           | 2000–01          | 10     |      |        |       |        |        | 10     | 0      |
| Monaco           | 2001–02          | 15     |      |        |       |        |        | 15     | 0      |
| Monaco           | Celkem           | 25     | 0    |        |       |        |        | 25     | 0      |
| Lille            | 2002–03          | 26     | 0    |        |       |        |        | 26     | 0      |
| Lille            | 2003–04          | 34     | 0    |        |       |        |        | 34     | 0      |
| Lille            | Celkem           | 60     | 0    |        |       |        |        | 60     | 0      |
| Lyon             | 2004–05          | 28     | 0    |        |       | 7      | 0      | 35     | 0      |
| Lyon             | 2005–06          | 15     | 0    |        |       | 6      | 0      | 21     | 0      |
| Lyon             | 2006–07          | 33     | 0    | 3      | 1     | 7      | 0      | 43     | 1      |
| Lyon             | Celkem           | 76     | 0    | 3      | 1     | 20     | 0      | 99     | 1      |
| Barcelona        | 2007–08          | 30     | 0    | 6      | 0     | 10     | 0      | 46     | 0      |
| Barcelona        | 2008–09          | 25     | 0    | 2      | 0     | 5      | 0      | 32     | 0      |
| Barcelona        | 2009–10          | 17     | 0    | 4      | 0     | 10     | 0      | 31     | 0      |
| Barcelona        | 2010–11          | 26     | 0    | 7      | 1     | 8      | 0      | 41     | 1      |
| Barcelona        | 2011–12          | 22     | 0    | 7      | 1     | 9      | 0      | 38     | 1      |
| Barcelona        | 2012–13          | 5      | 0    | 0      | 0     | 0      | 0      | 5      | 0      |
| Barcelona        | Celkem           | 125    | 0    | 26     | 2     | 42     | 0      | 193    | 2      |
| Celkem v kariéře | Celkem v kariéře | 293    | 0    | 46     | 4     | 63     | 0      | 402    | 4      |

## Úspěchy

### Klubové
- 2× vítěz Liga mistrů UEFA: (2008/09, 2010/11)
- 3× vítěz Ligue 1 Orange: (2004/05, 2005/06, 2006/07)
- 4× vítěz Primera División: (2008/09, 2009/10, 2010/11, 2012/13)
- 2× vítěz Copa del Rey: (2008/09, 2011/12); runner-up (2010/11)
- 3× vítěz španělského Superpoháru: (2009, 2010, 2011)
- 2× vítěz evropského Superpoháru: (2009, 2011)
- 2× vítěz MS klubů: (2009, 2011)

### Reprezentační
- 1× finalista Mistrovství světa (2006)